# Samara Vieira
Samara da Silva Vieira (Natal, 7 de outubro de 1991) é uma handebolista brasileira.

## Biografia e carreira
Vieira é natural de Natal, no Rio Grande do Norte. Começou no handebol aos 9 anos atuando como goleira, porém, por ser bem maior e mais forte do que as adversárias, passou a jogar na linha.
Aos quinze anos, foi convocada para a seleção juvenil. Em 2008, aos dezesseis anos anos, transferiu-se para a europa onde começou a atuar no clube C.Le.Ba.León, na Espanha.
Entre 2011 e 2013, ela sofreu uma série de lesões e passou por algumas cirurgias. Em 2011, fez duas cirurgias de ligamento cruzado. Em 2013, fez uma de ligamento cruzado, cartilagem e menisco. Por conta das cirurgias, retornou ao Brasil em 2014, onde jogou pelo Caxias do Sul e pelo Vasco da Gama.
Entre 2014 e 2018, ela passou por clubes do Brasil, da Alemanha e da Turquia. Ainda em 2018, passou a jogar pelo SCM Râmnicu Vâlcea, da Romênia. Já em sua primeira temporada, venceu a Supercopa da Romênia. Um ano depois, ela e duas companheiras de clube conquistaram o título da Liga Romena. Também foi vice-campeã da Supercopa da Romênia.
Nos Jogos Pan-Americanos de 2019, realizados em Lima, no Peru, integrou a Seleção Brasileira que conquistou a medalha de ouro. Também representou o Brasil nos Jogos Olímpicos de Verão de 2020, realizados em Tóquio, no Japão.
Em 2021, durante a pandemia, passou a jogar pelo Krim Mercator, da Eslovênia.

## Principais conquistas
Jogos Pan-Americanos
- Ouro – equipe feminina (Lima 2019)